# Lutjanus jocu
El jocú o pargo jocú (Lutjanus jocu) es una especie de peces de la familia Lutjanidae en el orden de los Perciformes.

## Morfología
Los machos pueden llegar alcanzar los 128 cm de longitud total y 28,6 kg de peso.

## Alimentación
Come peces, gambas, cangrejos, gasterópodos cefalópodos.

## Hábitat
Es un pez de mar de clima tropical y asociado a los  arrecifes de coral que vive entre 2-40 m de profundidad.

## Distribución geográfica
Se encuentra desde Massachusetts (Estados Unidos) hasta  São Paulo (Brasil), incluyendo el Golfo de México y el Caribe.